# Lila Karp
Lila Karp (7 de junio de 1933-15 de septiembre de 2008) fue una escritora, profesora, activista y psicoterapeuta feminista estadounidense. Es la autora de la novela The Queen is in the Garbage (1969) y del ensayo Genderless Sexuality: A Male-Female Psychological Exploration of the the Future of Sexual Relationships. Se incorporó al grupo neoyorquino The Feminists en 1968, tras 10 años de estancia en Europa.

## Biografía
Karp fue profesora invitada a lo largo del país durante la década de 1970. En 1971, fue profesora visitante en el Bryn Mawr College, impartiendo su primer curso de literatura para mujeres y otro de escritura creativa para mujeres. Luego se trasladó al University of the New World en Valais, Suiza, donde dirigió el Taller de Escritura y Estudio Feminista. De 1971 a 1977, fue profesora invitada en la universidad neoyorquina SUNY New Paltz, impartiendo un curso sobre sociología de la literatura de mujeres. Como asesora académica del Women's Alliance, avanzó junto con estudiantes por un programa de Estudios de la mujer. Continuó con el mismo reclamo como directora del Centro de Mujeres en la Universidad de Princeton (1978-1986) y como profesora de la Facultad del Consejo de Humanidades de la institución. En 1979, formó parte del panel de discusión «Women's Studies: Fear and Loathing in the Ivy League». Durante los años 1978 y 1988 enseñó Estudios de la Mujer en la Universidad del Sur de California (USC) en Los Ángeles y en la Universidad Estatal de California en Northridge. En 1991, fue codirectora del Instituto de Estudios de la Mujer y el Hombre en el USC. En 1996, Karp recibió una maestría en psicología clínica en Antioch University, Los Ángeles, en 2001 se convirtió en terapeuta matrimonial y familiar por Board Behavioral Sciences en California. Para el año 2005, Karp era una psicoterapeuta feminista privada y profesora en Antioch University.
Karp apareció en el documental de 1977, Some American Feminists, dirigido por Luce Guilbeault.